# Ładowacz zawieszany

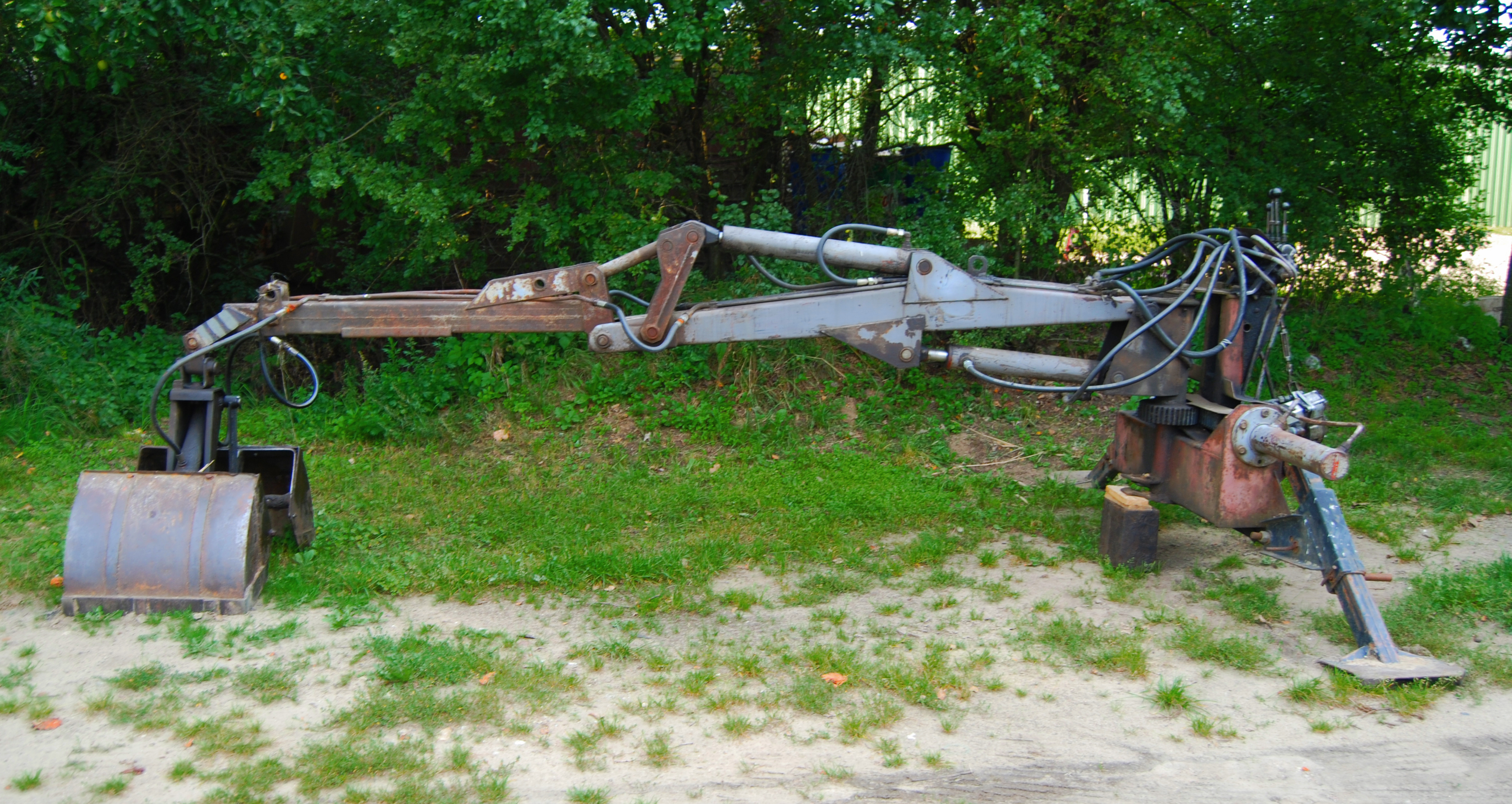
Ładowacz zawieszany Troll.

Ładowacz zawieszany maszyna rolnicza (ładowacz) służąca do załadunku i wyładunku środków transportowych takich materiałów jak piasek, żwir, nawozy mineralne, wapno, obornik, buraki, ziemniaki. W zależności od rodzaju wykonywanej pracy wymienia się chwytak na:
- chwytak do obornika
- kosz chwytaka do okopowych
- łyżka do materiałów sypkich
- łyżka podsiębierna

Najczęściej spotykane ładowacze zawieszane:
- Troll T-274/350
- Troll GOLIAT T-397
- Skrzat T-301
- MIKRUS 1; 7; 7T; 12; 12T